# Zuben Elakribi
Zuben Elakribi  eller Delta Librae ( δ Librae, förkortat Delta Lib,  δ Lib) som är stjärnans Bayerbeteckning, är en variabel dubbelstjärna belägen i den norra delen av stjärnbilden Vågen. Den är en kortperiodisk förmörkelsevariabel av Algol-typ (EA/SD) och har en skenbar magnitud på 4,93 och är svagt synlig för blotta ögat. Baserat på parallaxmätning inom Hipparcosuppdraget på ca 11 mas, beräknas den befinna sig på ett avstånd av ca 290 ljusår (90 parsek) från solen.

## Nomenklatur
Delta Librae har det traditionella namnet Zuben Elakribi, en variant av det traditionella namnet för Gamma Librae. Tillsammans med μ Vir bildar den en av de ackadiska mångårdarna Mulu-izi (som betyder "Eldmannen").

## Egenskaper
Zuben Elakribi är en blå dubbelstjärna i huvudserien av spektralklass B9.5V och är en förmörkelsevariabel, med en period på 2,3272 dygn och en variation av magnitud från 4,91 till 5,9. Den har en radie som är ca 4 gånger större än solens och utsänder från sin fotosfär 42 gånger mer energi än solen vid en effektiv temperatur på ca 8 800 K. Tillsammans med λ Tau var den en av de första stjärnorna på vilka Frank Schlesinger 1911 observerade utbredning av rotationslinjer .